# Bryan Mbeumo
Bryan Mbeumo, né le 7 août 1999 à Avallon (Yonne), est un footballeur international camerounais qui évolue au poste d'avant-centre à Manchester United.

## Biographie

### Origine familiale et jeunesse
Bryan Mbeumo nait d'un père camerounais et d'une mère française. Il signe sa première licence dans un club de football à Avallon, sa ville natale, à l'âge de 6 ans

### ES Troyes
Bryan Mbeumo rejoint le centre de formation de l'ES Troyes AC en 2013, à l'âge de quatorze ans, après avoir longtemps joué dans le club de sa ville natale, le CO Avallonais. Après avoir joué avec les équipes jeunes et réserve du club de Troyes, il intègre l'effectif professionnel en 2018.
Il joue son premier match professionnel sous les couleurs de l'ESTAC le 17 février 2018, en entrant en jeu contre le FC Metz pour la vingt-sixième journée de Ligue 1, puis entre à nouveau en jeu contre le Stade Rennais, le Montpellier HSC ainsi que l'AS Monaco.
Au terme de la saison, le club est relégué en Ligue 2.
Lors de la saison 2018-2019 de Ligue 2, il devient titulaire indiscutable avec l'ES Troyes et prend part à quarante rencontres, marquant onze buts toutes compétitions confondues. Après une saison intense, Troyes termine sur le podium, mais rate la montée lors des barrages.

### Brentford
Le 5 août 2019, après sa belle saison, il est transféré au Brentford FC qui évolue alors en deuxième division anglaise, la Championship. Il sera ensuite sélectionné à plusieurs reprises dans l'équipe de France espoirs.
Pour sa première saison en Championship il disputera 49 matchs pour 17 buts et 8 offrandes. Mais cela ne sera pas suffisant pour permettre à son club de retrouver l'élite de l'Angleterre.
La saison suivante il disputera encore 49 matchs. Il marquera à 8 reprises et délivrera 13 ofrandes. Son club montera en Premier League à l'issue de la saison.
Lors sa première saison en Premier League, il disputera 38 rencontres et marquera 8 buts en délivrant 7 passes décisives dans la foulée.
En 2022/2023 il améliorera ses statistiques car il dispute 39 matchs, marque 9 buts et délivre 8 passes décisives.
En 2024, Bryan Mbeumo devient le premier joueur de Brentford à atteindre 50 actions décisives en Premier League. Le Camerounais a marqué 29 buts et réalisé 21 passes décisives dans le championnat anglais depuis ses débuts lors de la saison 2021/22.

### Manchester United
Le 21 juillet 2025, Manchester United annonce l'arrivée de Bryan Mbeumo contre une indemnité de 75 millions d'euros avec un contrat de cinq plus une année en option,. Son transfert devient le plus cher de l'histoire pour un joueur africain.

### En sélection
Après avoir joué pour les sélections nationales françaises en jeune, Bryan Mbeumo obtient son changement de nationalité sportive en août 2022 convaincu par son sélectionneur Rigobert Song et son adjoint Sébastien Migné.
Le 10 novembre 2022, il est sélectionné pour participer à la Coupe du monde 2022.
Il marquera son premier buts avec les Lions indomptables lors du match amical 2-2 contre le Mexique. Son deuxième est bien plus important car c'est celui-là qui va lancer le Cameroun dans un match serré contre le Burundi, pour une victoire finale des siens 3-0. Mbeumo contribuera ainsi à la qualification de son pays pour la prochaine coupe d'Afrique qui se tiendra en Côte d'Ivoire en Janvier 2024.

## Statistiques

### En club
| Saison                | Club                  | Championnat           | Championnat | Championnat | Championnat | Coupe nationale | Coupe nationale | Coupe nationale | Coupe de la Ligue | Coupe de la Ligue | Coupe de la Ligue | Total | Total | Total |
| Saison                | Club                  | Division              | M.          | B.          | P.d.        | M.              | B.              | P.d.            | M.                | B.                | P.d.              | M.    | B.    | P.d.  |
| 2017-2018             | ESTAC Troyes          | Ligue 1               | 4           | 0           | 0           | -               | -               | -               | -                 | -                 | -                 | 4     | 0     | 0     |
| 2018-2019             | ESTAC Troyes          | Ligue 2               | 36          | 10          | 3           | 1               | 0               | 0               | 3                 | 1                 | 1                 | 40    | 11    | 4     |
| 2019-2020             | ESTAC Troyes          | Ligue 2               | 2           | 1           | 0           | -               | -               | -               | -                 | -                 | -                 | 2     | 1     | 0     |
| Sous-total            | Sous-total            | Sous-total            | 42          | 11          | 3           | 1               | 0               | 0               | 3                 | 1                 | 1                 | 46    | 12    | 4     |
| 2019-2020             | Brentford FC          | Championship          | 45          | 16          | 7           | 1               | 0               | 0               | 1                 | 0                 | 0                 | 47    | 16    | 7     |
| 2020-2021             | Brentford FC          | Championship          | 47          | 8           | 12          | -               | -               | -               | 2                 | 0                 | 1                 | 49    | 8     | 13    |
| 2021-2022             | Brentford FC          | Premier League        | 35          | 4           | 7           | 1               | 3               | 0               | 2                 | 1                 | 0                 | 38    | 8     | 7     |
| 2022-2023             | Brentford FC          | Premier League        | 38          | 9           | 8           | -               | -               | -               | 1                 | 0                 | 0                 | 39    | 9     | 8     |
| 2023-2024             | Brentford FC          | Premier League        | 25          | 9           | 7           | -               | -               | -               | 2                 | 0                 | 0                 | 27    | 9     | 7     |
| 2024-2025             | Brentford FC          | Premier League        | 38          | 20          | 8           | 1               | 0               | 0               | 3                 | 0                 | 1                 | 42    | 20    | 9     |
| Sous-total            | Sous-total            | Sous-total            | 228         | 66          | 49          | 3               | 3               | 0               | 11                | 1                 | 2                 | 242   | 70    | 51    |
| 2025-2026             | Manchester United     | Premier League        | 1           | 0           | 0           | 0               | 0               | 0               | 0                 | 0                 | 0                 | 1     | 0     | 0     |
| Total sur la carrière | Total sur la carrière | Total sur la carrière | 271         | 77          | 52          | 4               | 3               | 0               | 14                | 2                 | 3                 | 289   | 82    | 55    |

#### En sélection
| Années                | Sélection             | Phases finales        | Phases finales | Phases finales | Phases finales | Éliminatoires | Éliminatoires | Éliminatoires | Éliminatoires | Amicaux | Amicaux | Amicaux | Total | Total | Total |
| Années                | Sélection             | Comp.                 | M.             | B.             | P.d.           | Comp.         | M.            | B.            | P.d.          | M.      | B.      | P.d.    | M.    | B.    | P.d.  |
| --------------------- | --------------------- | --------------------- | -------------- | -------------- | -------------- | ------------- | ------------- | ------------- | ------------- | ------- | ------- | ------- | ----- | ----- | ----- |
| 2022                  | Cameroun              | Coupe du monde 2022   | 3              | 0              | 1              | -             | -             | -             | -             | 3       | 0       | 0       | 6     | 0     | 1     |
| 2023                  | Cameroun              | -                     | -              | -              | -              | CAN 2023      | 3             | 1             | 0             | 3       | 1       | 0       | 8     | 3     | 0     |
| 2023                  | Cameroun              | -                     | -              | -              | -              | CdM 2026      | 2             | 1             | 0             | 3       | 1       | 0       | 8     | 3     | 0     |
| 2024                  | Cameroun              | Coupe d'Afrique 2023  | -              | -              | -              | CdM 2026      | 2             | 1             | 0             | -       | -       | -       | 6     | 2     | 0     |
| 2024                  | Cameroun              | Coupe d'Afrique 2023  | -              | -              | -              | CAN 2025      | 4             | 1             | 0             | -       | -       | -       | 6     | 2     | 0     |
| 2025                  | Cameroun              | Coupe d'Afrique 2025  | -              | -              | -              | CdM 2026      | 2             | 1             | 1             | -       | -       | -       | 2     | 1     | 1     |
| Total sur la carrière | Total sur la carrière | Total sur la carrière | 3              | 0              | 1              | -             | 13            | 5             | 1             | 6       | 1       | 0       | 22    | 6     | 2     |

Matchs internationaux

Le tableau suivant liste les rencontres de l'équipe du Cameroun dans lesquelles Bryan Mbeumo a été sélectionné depuis le 23 septembre 2022 jusqu'à présent :

#### Buts internationaux
| Buts internationaux de Bryan Mbeumo | Buts internationaux de Bryan Mbeumo | Buts internationaux de Bryan Mbeumo     | Buts internationaux de Bryan Mbeumo | Buts internationaux de Bryan Mbeumo | Buts internationaux de Bryan Mbeumo | Buts internationaux de Bryan Mbeumo | Buts internationaux de Bryan Mbeumo | Buts internationaux de Bryan Mbeumo |
| 0                                   | Date                                | Lieu                                    | Compétition                         | Résultat                            | Adversaire                          | Détail                              | Détail                              | Sél.                                |
| ----------------------------------- | ----------------------------------- | --------------------------------------- | ----------------------------------- | ----------------------------------- | ----------------------------------- | ----------------------------------- | ----------------------------------- | ----------------------------------- |
| 1er                                 | 11 juin 2023                        | Snapdragon Stadium, San Diego           | Match amical                        | 2 - 2                               | Mexique                             | 37e                                 | 0 - 1                               | 9e                                  |
| 2e                                  | 12 septembre 2023                   | Stade Roumdé Adjia, Garoua              | Éliminatoires CAN 2023              | 3 - 0                               | Burundi                             | 46e                                 | 1 - 0                               | 10e                                 |
| 3e                                  | 17 novembre 2023                    | Stade de Japoma, Douala                 | Éliminatoires CDM 2026              | 3 - 0                               | Maurice                             | 45+2e                               | 1 - 0                               | 13e                                 |
| 4e                                  | 11 juin 2024                        | Stade national du 11-Novembre, Talatona | Éliminatoires CDM 2026              | 1 - 1                               | Angola                              | 11e                                 | 0 - 1                               | 16e                                 |
| 5e                                  | 11 octobre 2024                     | Stade de Japoma, Douala                 | Éliminatoires CAN 2025              | 4 - 1                               | Kenya                               | 43e                                 | 3 - 1                               | 19e                                 |
| 6e                                  | 25 mars 2025                        | Stade d'Olembe, Olembé                  | Éliminatoires CDM 2026              | 3 - 1                               | Libye                               | 53e                                 | 2 - 0                               | 22e                                 |

## Palmarès

### En club
Avec l'ES Troyes AC, il remporte la Coupe Gambardella en 2018.